# Porphyromma salesopolense
Porphyromma salesopolense är en insektsart som beskrevs av Piza Jr. 1979. Porphyromma salesopolense ingår i släktet Porphyromma och familjen vårtbitare. Inga underarter finns listade i Catalogue of Life.